# Chmýr

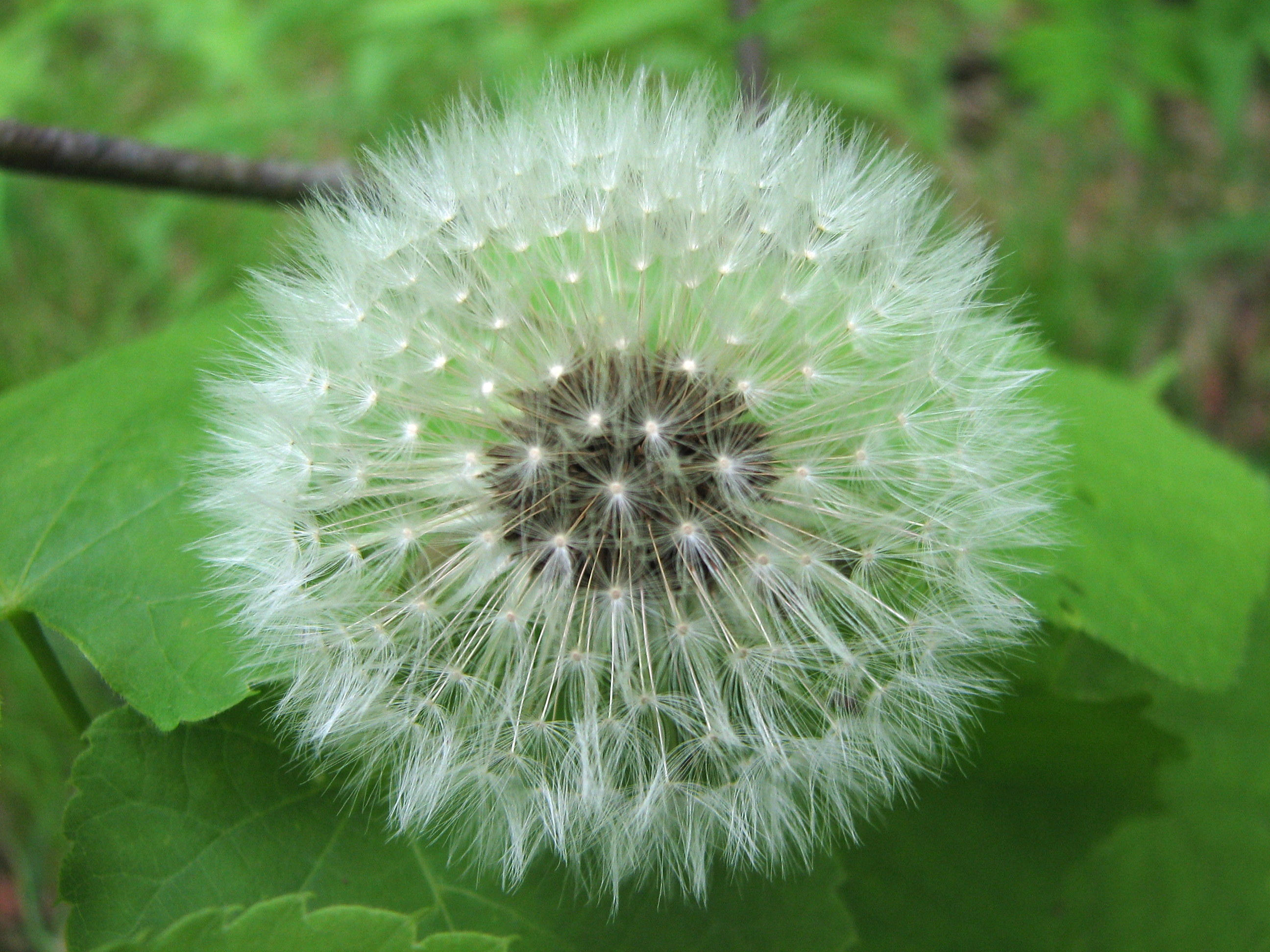
Chmýr pampelišky (Taraxacum)

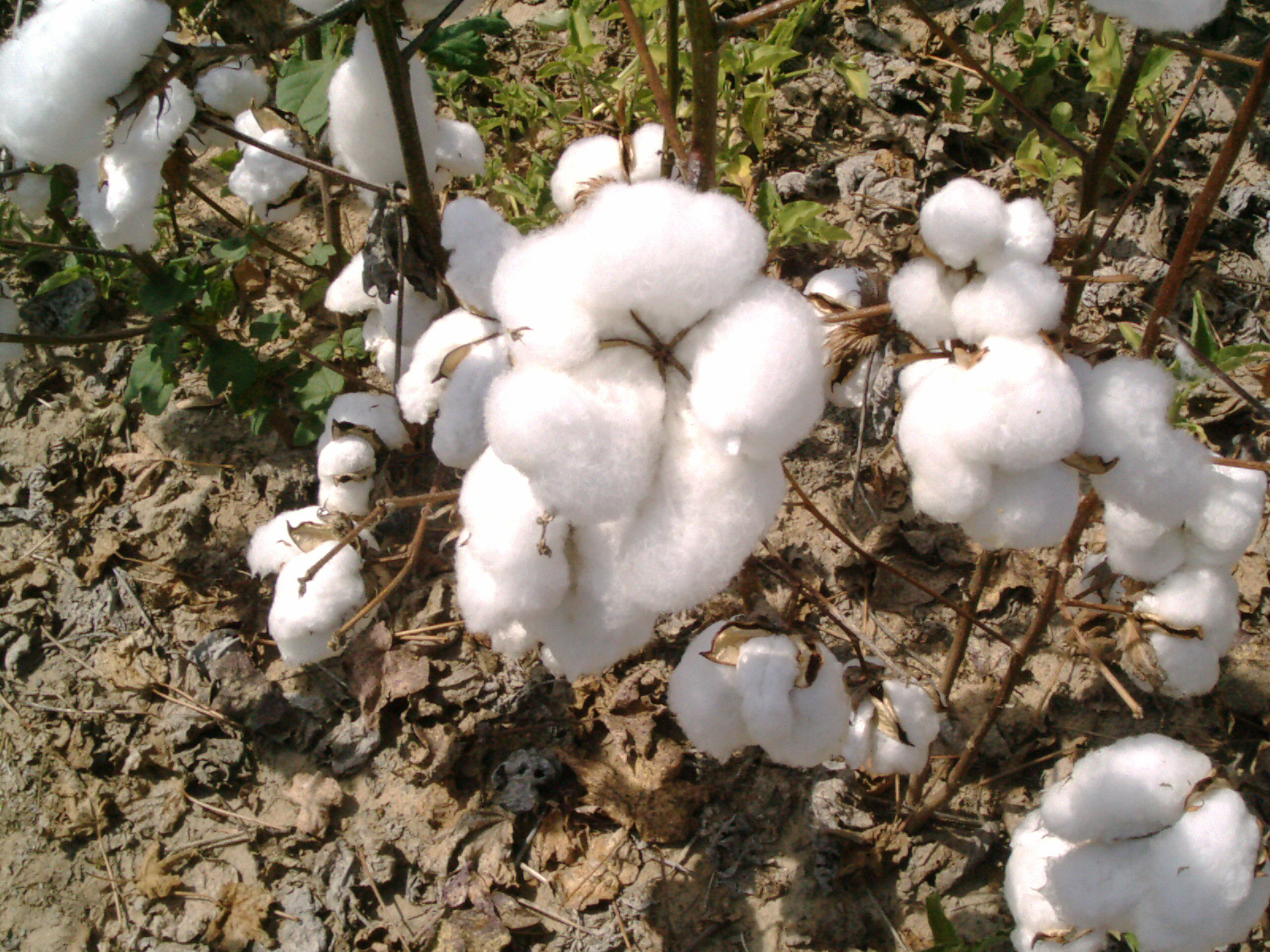
Chlupy bavlníku (Gossypium)

Chmýr (pappus) jsou lehké štětiny nebo chlupy, které mají napomáhat rozšiřování zralých semen větrem (tzv. anemochorie).

## Popis
Chmýr vzniká při postupném vývinu a dozrávání semen přeměnou kališních lístků ve štětiny nebo v chlupy. Ty pak setrvávají na semenech některých rostlin (nejčastěji nažek) a slouží jako padák při rozšiřování plodů větrem.
Mezi chmýr se počítají i dlouhé chlupy (trichomy) např. u semen vrby (Salix), topolu (Populus) nebo bavlníku (Gossypium). Jsou to jednoduché jednobuněčné výrůstky na pokožce rostliny, které plní funkci chmýru.

## Rozdělení
Chmýr může být tvarově různý; čím je tvarově složitější, tím poskytuje větší plochu, do které se může vítr opřít. Dělí se do několika druhů:
- utvořený z jednoduchých paprsků, např. pampeliška (Taraxacum),
  - jednořadý, např. jestřábník (Hieracium),
  - dvouřadý, např. chrpa (Centaurea),
  - víceřadý, např. škarda (Crepis),
- utvořený z pérovitých paprsků, např. pcháč (Cirsium).

## Význam
- Chmýr slouží nejen k rozšiřovaní rostlin větrem, je také prospěšný při dopadu semene do vody, protože slouží jako záchranné plovací zařízení do doby, než se semeno dostane na pevnou půdu.
- Chmýr některých velice drobných a lehkých semen slouží po navlhnutí k přilepení semínka k podkladu do doby, než se semínko ukotví kořínkem – příkladem jsou semena tilandsie (Tilandsia; česky též kykatka).